# Alissa Podoljak

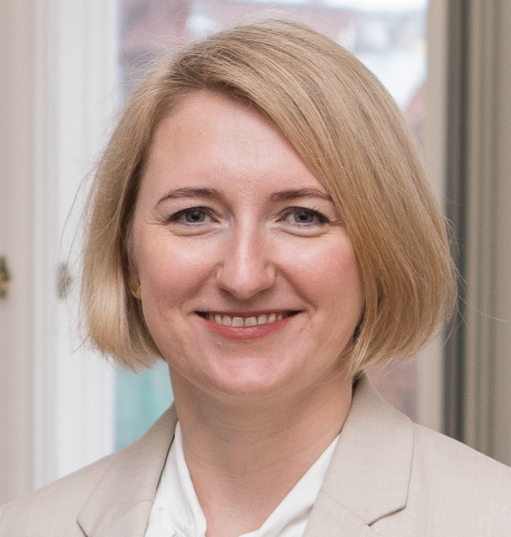
Alissa Podoljak (2019)

Alissa Oleksandriwna Podoljak (ukrainisch Аліса Олександрівна Подоляк; * 24. Juli 1981 in Cherson, Ukrainische SSR, Sowjetunion) ist eine ukrainische Diplomatin. Sie war von 2017 bis 2019 Gesandte der Ukraine in Lettland.

## Berufsweg
Alissa Podoljak studierte von 1999 bis 2005 Internationale Beziehungen an der Nationalen Taras-Schewtschenko-Universität Kiew. Ergänzende Studiengänge absolvierte sie 2010 am Clingendael-Institut in Den Haag und 2014 am George C. Marshall Zentrum für Sicherheitsstudien in Garmisch-Partenkirchen. Von 2003 bis 2008 arbeitete sie für die Nationale Nachrichtenagentur der Ukraine «Ukrinform».
Podoljak trat in den diplomatischen Dienst des Landes ein und war von 2008 bis 2014 in der Abteilung Informationspolitik des Außenministeriums tätig. Dann wechselte sie im Rang eines Ersten Sekretärs an die Botschaft in Riga.
Alissa Podoljak wurde im Frühjahr 2017 als Nachfolgerin von Jewhen Perebyjnis zur Geschäftsträgerin der Ukraine in der Republik Lettland bestellt. Sie war die erste Frau, die die Botschaft leitete. Im Februar 2019 übergab sie das Amt an Oleksandr Pawlowytsch Mischtschenko. Podoljak kehrte an das Außenministerium zurück, wo sie in der Nordeuropäischen und baltischen Abteilung tätig ist.
Podoljak spricht Ukrainisch, Russisch, Englisch und Deutsch.